# Letra muda
Em um sistema de escrita alfabético, uma letra muda é aquela que, em uma palavra particular ou em todo o sistema, não corresponde a qualquer som.

## Português
Na língua portuguesa, letras mudas incluem [h] (fora de alguns empréstimos, como hot dog) e [u] (na maior parte das ocorrências dos dígrafos [gu] e [qu]), além de, em variantes, nomes bíblicos e topônimos (e.g. David, Jacob, Madrid) Buscando aproximar ambas as variedades da língua portuguesa, Acordo Ortográfico de 1990 eliminou uma série de letras mudas [c, p, b, g, m, t] consagradas no português europeu, mas invariavelmente mudas nos registros cultos da língua, a exemplo dos antigos acção, assumpção, baptismo e óptimo, suplantados por ação, assunção, batismo e ótimo, respectivamente.

## Inglês
O inglês possui um grande número de letras silenciosas, para as quais Edward Carney, professor da Universidade de Manchester, notavelmente desenvolveu uma classificação exaustiva. Primeiramente, classifica-as entre letras auxiliares (isto é, compositoras de dígrafos, que por sua vez classificou entre as endocêntricas, que geram sons diferentes das letras individuais, e exocêntricas, que não o fazem) e dummy letters. As dummy letters ainda se classificam entre letras inertes (que são mudas em alguns cognatos e em outros não, e.g. damn pronúncia em inglês: ['dæm], cf. damnation /dæmˈneɪʃən/), e, por fim, letras vazias, que jamais produzem som (e.g. answer pronúncia em inglês: [ˈæn.sɚ]).